# Ђоко Ковачевић
Ђорђија Ђоко Ковачевић (Долови, код Даниловграда 25. март 1912 — Валенсија, 12. август 1938), студент права и учесник Шпанског грађанског рата.

### Биографија
Рођен је 25. марта 1912. године у селу Долови, код Даниловграда.
Од 1932. године је студирао на Правном факултету у Београду. Током студија се прикључио револуционарном студентском покрету и убрзо постао један он његових вођа. У чланство Комунистичке партије Југославије (КПЈ) примљен је 1933. године. Био је и члан Универзитетског комитета КПЈ, а током 1936. и 1937. године и његов секретар.
Године 1937, као делегат Београдског универзитета учествовао је на Саветовању комитета европских универзитета у Паризу. Одатле је продужио у Шпанију, где се као добровољац борио у редовима Интернационалних бригада, на страни Шпанске републике. Завршио је митраљески курс и учествовао у борбама у саставу Батаљона „Ђуро Ђаковић“. Касније је постављен за политичког комесара овог батаљона.
Погинуо је 12. августа 1938. године у борбама на Левантском фронту.